# Тромбоемболія
Тромбоемболія (тромбемболія) — гостра закупорка (емболія) кровоносної судини часткою: повністю не сформованого тромба або неправильно сформованого тромба, який відірвався від місця свого утворення (на стінці серця, судини) та потрапив до циркулюючої крові. В результаті тромбоемболії кровотік у судині переривається, виникає ішемія тканини у басейні судини, що часто завершується ішемічним інфарктом.